# Río Orizaba
El Río Orizaba está situado en el estado mexicano de Veracruz en el municipio de Orizaba. Es un afluente del Río Blanco el cual a su vez es tributario de la Cuenca del Papaloapan. Nace en un pequeño manantial llamado Ojo de Venado, a la vez atraviesa la ciudad y pasa al lado del Palacio Municipal de Orizaba. Cuenta con numerosos puentes, como el puente Victoria entre otros, así como el que comunica las áreas de animales tales como monos, venados, cocodrilos y tortugas.

## Inundación de septiembre de 2013
El 9 de septiembre de 2013 durante un grave periodo de lluvias para todo el país por las tormentas tropicales Ingrid y Manuel que dejaron estragos en varios estados de la república mexicana, el río Orizaba se desbordó subiendo hasta 1 metro de altura de su cauce normal inundando a su paso el zoológico que se ubicaba en el paseo, falleciendo algunos animales y el resto tuvo que ser evacuado.